# Sadeness (Part I)
Sadeness (Part I) ist ein Lied und die Debütsingle des deutschen New-Age-Musikprojektes Enigma, das im Oktober 1990 erschien.

## Entstehung und Veröffentlichung
Das Lied wurde von den beiden Enigma-Mitgliedern Michael Cretu (als Curly M.C.) und Frank Peterson (als F. Gregorian), zusammen mit dem Koautor David Fairstein, geschrieben. Cretu zeichnete zudem auch für die Produktion verantwortlich.
Die Erstveröffentlichung von Sadeness (Part I) erfolgte als Single am 1. Oktober 1990 bei Virgin Records. Diese erschien unter anderem als 7″-Single mit einem Remix als B-Seite (Katalognummer: 113 703) sowie als CD-Maxi-Single, die insgesamt vier verschiedene Versionen des Liedes beinhalet (Katalognummer:  663 703). Am 3. Dezember desselben Jahres erschien das Lied als Teil von Enigmas Debütalbum MCMXC a.D. (Katalognummer: 261 209), dessen erste Singleauskopplung es ist. Im Jahr 2016 wurde mit Sadeness (Part II) eine Fortsetzung veröffentlicht, die als Single sowie Teil des Studioalbums The Fall of a Rebel Angel erschien.

## Inhalt
Der Liedtext ist mehrsprachig in französisch und Latein gehalten; während eines lateinischen Abschnitts ist ein Zitat aus Ps 24,7–8  enthalten. Ein sogenannte „Extended-Trance-Mix“ aus der CD-Maxi-Single enthält zusätzliche französische Sätze, die von einem Mann gesprochen wurden.

## Musikvideo
Das dazugehörige Musikvideo entstand unter der Regie von Michel Guimbard. Zu Beginn des Musikvideos sieht man einen Gelehrten an einem Schreibtisch sitzen (mögliche Referenz an Donatien Alphonse François de Sade), der daraufhin einschläft und bei einer Ruine auftaucht. Die Darstellung des Schlafes ähnelt Goyas Der Schlaf der Vernunft gebiert Ungeheuer. Der Mann wandert durch die Ruine und kommt an ein Portal, das an Auguste Rodins Plastik Das Höllentor erinnert. Er trifft auf eine schöne succubusähnliche Frau (gespielt von Cathy Tastet). Diese flüstert lippensynchron auf verführerische Art: «Sade, dis-moi» und «Sade, donne-moi» (deutsch: „Sade, befiehl mir! Sade, gib’s mir!“), dazu folgt ein Stöhnen. Der Mann dreht sich um, versucht zu widerstehen, gibt schlussendlich seinen Bedürfnissen nach und wird durch das Höllentor gesaugt. Anschließend wacht er auf und entdeckt ein Licht auf ihn herabscheinen.

## Kommerzieller Erfolg

### Chartplatzierungen
| ChartsChartplatzierungen       | Höchstplatzierung | Wochen |
| ------------------------------ | ----------------- | ------ |
| Deutschland (GfK)              | 1 (26 Wo.)        | 26     |
| Österreich (Ö3)                | 1 (17 Wo.)        | 17     |
| Schweiz (IFPI)                 | 1 (20 Wo.)        | 20     |
| Vereinigte Staaten (Billboard) | 5 (18 Wo.)        | 18     |
| Vereinigtes Königreich (OCC)   | 1 (12 Wo.)        | 12     |

| ChartsJahrescharts (1990) | Platzierung |
| ------------------------- | ----------- |
| Deutschland (GfK)         | 42          |

| ChartsJahrescharts (1991) | Platzierung |
| ------------------------- | ----------- |
| Deutschland (GfK)         | 3           |
| Österreich (Ö3)           | 8           |
| Schweiz (IFPI)            | 6           |

### Auszeichnungen für Musikverkäufe
| Land/Region                  | Auszeichnungen für Musikverkäufe (Land/Region, Auszeichnung, Verkäufe) | Verkäufe  |
| ---------------------------- | ---------------------------------------------------------------------- | --------- |
| Australien (ARIA)            | Gold                                                                   | 35.000    |
| Deutschland (BVMI)           | Platin                                                                 | 500.000   |
| Frankreich (SNEP)            | Gold                                                                   | 250.000   |
| Neuseeland (RMNZ)            | Gold                                                                   | 5.000     |
| Niederlande (NVPI)           | Gold                                                                   | 75.000    |
| Österreich (IFPI)            | Gold                                                                   | 25.000    |
| Schweden (IFPI)              | Platin                                                                 | 50.000    |
| Vereinigte Staaten (RIAA)    | Gold                                                                   | 500.000   |
| Vereinigtes Königreich (BPI) | Silber                                                                 | 200.000   |
| Insgesamt                    | 1× Silber · 6× Gold · 2× Platin ·                                      | 1.640.000 |

Hauptartikel: Enigma (Musikprojekt)/Auszeichnungen für Musikverkäufe

## Coverversionen
- 1991: Ed Starink (Album: Synthesizer Greatest, Vol. 6)
- 2008: Gregorian (Album: Best of 1990–2010)